# Irlande aux Jeux olympiques d'hiver de 2006
Cet article contient des informations sur la participation et les résultats de l'Irlande aux Jeux olympiques d'hiver de 2006 à Turin en Italie. Elle était représentée par six athlètes.

## Médailles
|         | Médaille d'or | Médaille d'argent | Médaille de bronze | Total |
| ------- | ------------- | ----------------- | ------------------ | ----- |
| Irlande | 0             | 0                 | 0                  | 0     |

## Épreuves

### Bobsleigh
- Aoife Hoey
- Siobhain Hoey

### Skeleton
- David Connolly

### Ski alpin
- Thomas Foley
- Kirsten McGarry

### Ski de fond
- Rory Morrish